# Eremosybra flavolineata
Eremosybra flavolineata là một loài bọ cánh cứng trong họ Cerambycidae.